# Собор Ростово-Ярославских святых

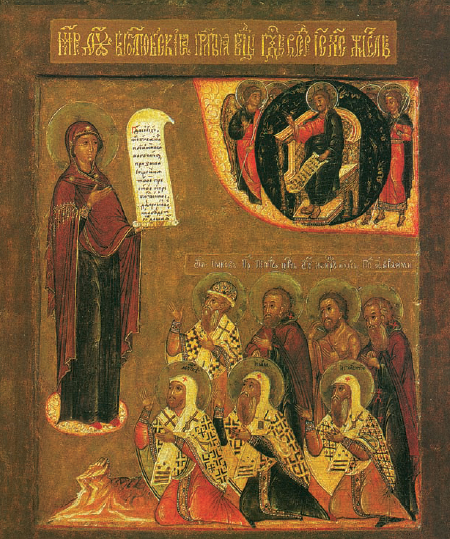
Ростовские святые перед Богоматерью на иконе строгановской школы

Собор Ростово-Ярославских святых установлен решением патриарха Московского и всея Руси Алексия I и Священного синода Русской православной церкви 10 марта 1964 года по инициативе архиепископа Ярославского и Ростовского Никодима (Ротова). Празднование 23 мая (5 июня) приурочено ко дню памяти святителя Леонтия, епископа Ростовского, апостола Ростово-Суздальской земли.

## Святителиичудотворцы

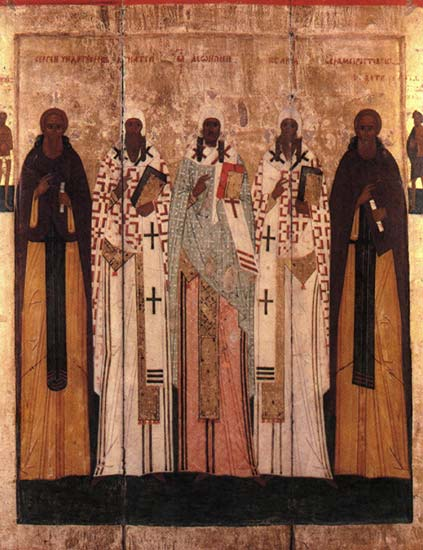
Авраамий, Исайя, Леонтий, Игнатий Ростовские и Сергий Радонежский. Икона конца XV — начала XVI века.

- Агафангел (Преображенский) — митрополит Ярославский
- Арсений (Мацеевич) — митрополит Ростовский
- Антоний — епископ Ростовский
- Вассиан (Рыло) — архиепископ Ростовский
- Вассиан II — архиепископ Ростовский
- Василий (Преображенский) — епископ Кинешемский
- Григорий Премудрый — архиепископ Ростовский
- Димитрий (Туптало) — митрополит Ростовский
- Дионисий Грек — архиепископ Ростовский
- Ефрем — архиепископ Ростовский
- Иаков — епископ Ростовский
- Игнатий (Брянчанинов) — епископ Кавказский и Черноморский
- Игнатий I — епископ Ростовский
- Иоанн I — епископ Ростовский
- Иов — патриарх Московский
- Исаия — епископ Ростовский
- Кирилл II — епископ Ростовский
- Леонтий Ростовский — епископ Ростовский
- Лука — епископ Ростовский
- Прохор (в схиме Трифон) — епископ Ростовский
- Стефан Пермский — первый епископ Великопермский
- Тихон (Беллавин) — патриарх Всероссийский
- Трифон — епископ Ростовский
- Феодор I — епископ Ростовский
- Феодор III — архиепископ Ростовский и Суздальский
- Филарет (Амфитеатров) (в схиме Феодосий) — митрополит Киевский
- Филарет (Дроздов) — митрополит Московский

## Преподобныеибогоносные отцы
- Авраамий Ростовский — архимандрит
- Авраамий — игумен ярославский
- Адриан Угличский — иеромонах

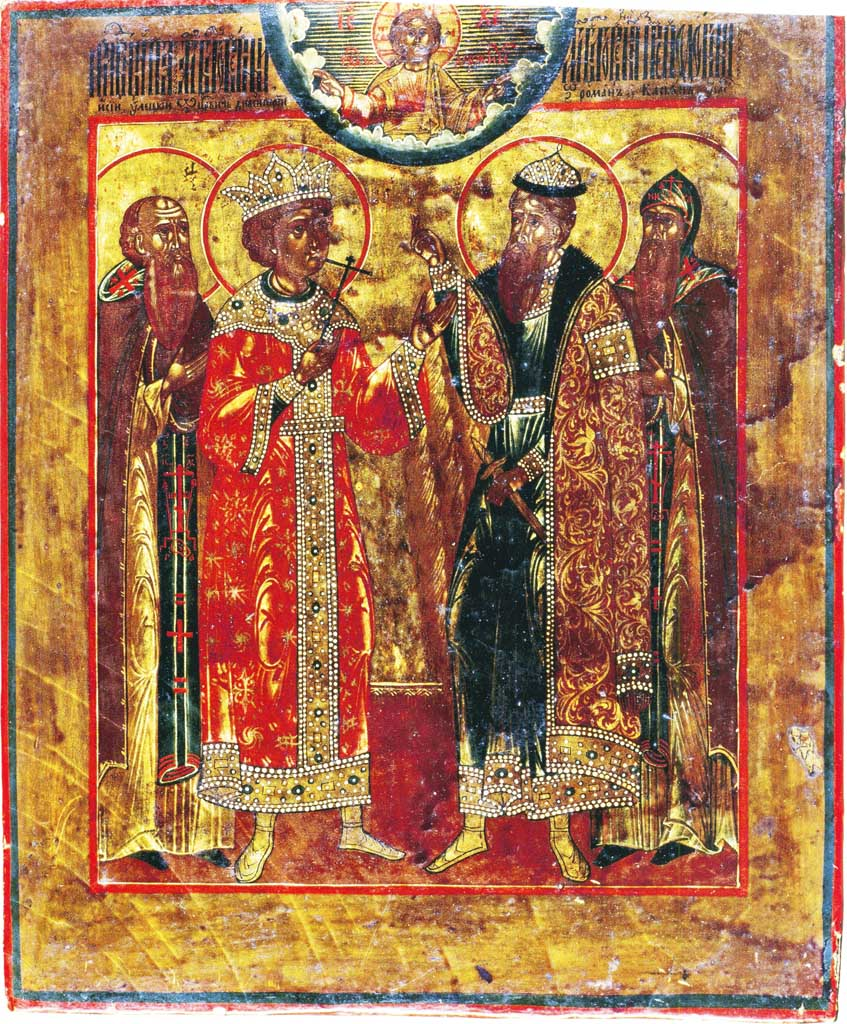
Угличские святые: Паисий Угличский, царевич Димитрий, князь Роман, Кассиан Учемский. Икона конца XIX века.

- Антоний (Путилов) — оптинсий старец
- Афанасий Высоцкий Младший — игумен
- Боголеп Угличский — иеромонах
- Варлаам Улейминский (Варлаам Угличский)
- Вассиан Рябовский (Угличский)
- Геннадий Костромской и Любимоградский
- Герасим Болдинский (Герасим Переславский)
- Даниил Переславский и матерь его преподобная Феодосия
- Дионисий Переяславский
- Димитрий Прилуцкий
- Дорофей Югский
- Епифаний Премудрый
- Игнатий Ломский (Ярославский)
- Исаакий Ломский (Исаакий Ярославский)
- Иларион Югский
- Иринарх Ростовский (Борисоглебский, Затворник) — затворник Борисоглебского монастыря
- Кассиан Грек (Угличский, Учемский)
- Киприан Тропский (Киприан Ярославский)
- Кирилл и Мария — родители преподобного Сергия Радонежского
- Кирилл — схимонах Борисоглебский
- Корнилий Молчальник (Переславский)
- Леонид Пошехонский
- Михей Радонежский
- Моисей Оптинский
- Никита Столпник (Переяславский)
- Никодим Кожеезерский
- Паисий Угличский
- Петр Ордынский (Петр Ростовский)
- Пимен — затворник и верижник Ростовский
- Севастиан Сохотский (Севастиан Пошехонский)[2]
- Серафим Вырицкий
- Сергий Радонежский — игумен
- Сильвестр Обнорский
- Феодор и Павел Борисоглебские
- Феодор Санаксарский
- Феодосий Переславский

## Преподобномученики
- Адриан Пошехонский
- Анастасия — игуменья Угличская и 35 монахинь с нею
- Анна Рыбинская
- Арсений — архимандрит угличского Алексеевского монастыря и с ним 60 иноков и более 500 мирян
- Геннадий — пресвитер Петровский
- Григорий — пресвитер Мологский
- Даниил — грехозаруцкий игумен и с ним 30 братий и 200 мучеников, мирян угличских
- Иерофей — иеромонах Любимский
- Иосиф — иеромонах Толгский
- Мардарий Угличский
- Никандр — иеромонах Толгский

## Новомученики
- Архиепископ Серафим (Самойлович)
- Епископ Вениамин (Воскресенский)
- Иеромонах Алексий (Задворнов)
- Иеромонах Григорий (Воробьёв)
- Иеромонах Иерофей (Глазков)
- Иеромонах Мардарий (Исаев)
- Иеромонах Николай (Ащепьев)
- Монахиня Анна (Благовещенская)
- Протоиерей Андрей Николаевич Добрынин
- Протоиерей Владимир Дмитриевич Фарфоровский
- Протоиерей Евгений Андреевич Елховский
- Протоиерей Михаил Павлович Белороссов
- Протоиерей Николай Александрович Розов
- Протоиерей Николай Иванович Любомудров
- Протоиерей Пётр Николаевич Богородский
- Священник Александр Автономович Смирнов
- Священник Александр Афанасьевич Абиссов
- Священник Александр Васильевич Петропавловский
- Священник Александр Васильевич Поздеевский
- Священник Александр Петрович Елоховский
- Священник Алексей Васильевич Введенский
- Священник Василий Алексеевич Аменицкий
- Священник Василий Ксенофонтович Малинин
- Священник Владимир Михайлович Вятский
- Священник Владимир Флегонтович Виноградов
- Священник Геннадий Николаевич Здоровцев
- Священник Глеб Семёнович Апухтин
- Священник Дмитрий Григорьевич Казанский
- Священник Евгений Алексеевич Попов
- Священник Иаков Иванович Архипов
- Священник Иван Александрович Дунаев
- Священник Иван Гаврилович Плеханов
- Священник Иван Димитриевич Виленский
- Священник Иван Михайлович Смирнов
- Священник Иван Николаевич Миротворцев
- Священник Иван Николаевич Талызин
- Священник Михаил Петрович Горбунов
- Священник Михаил Петрович Розов
- Священник Николай Викторович Дунаев
- Священник Николай Дмитриевич Никольский
- Священник Николай Иванович Ушаков
- Священник Николай Николаевич Ершов
- Священник Николай Николаевич Понгильский
- Священник Николай Павлович Писаревский
- Священник Павел Никитич Успенский
- Священник Пётр Викторович Итинский
- Священник Пётр Николаевич Токарев
- Священник Сергей Андреевич Миркович
- Священник Сергей Константинович Заварин
- Священник Фёдор Павлович Богоявленский
- Священник Флегонт Николаевич Понгильский
- Священник Иван Петрович Надежкин
- Священник Матвей Иванович Назаров
- Мирянин Александр Яковлевич Назаров

- Мирянин Александр Александрович Уксусов (Александр Некоузский)
- Мирянин Иван Петрович Коротков (Иоанн Угличский)
- Мирянин Борис Сергеевич Заварин
- Мирянка Анастасия Алексеевна Лебедева (Анастасия Даниловская)
- Мирянка Анна Васильевна Шашкина (Анна Пошехонская)
- Мирянка Мария Фёдоровна Данилова (Мария Гаврилов-Ямская)

## Благоверные

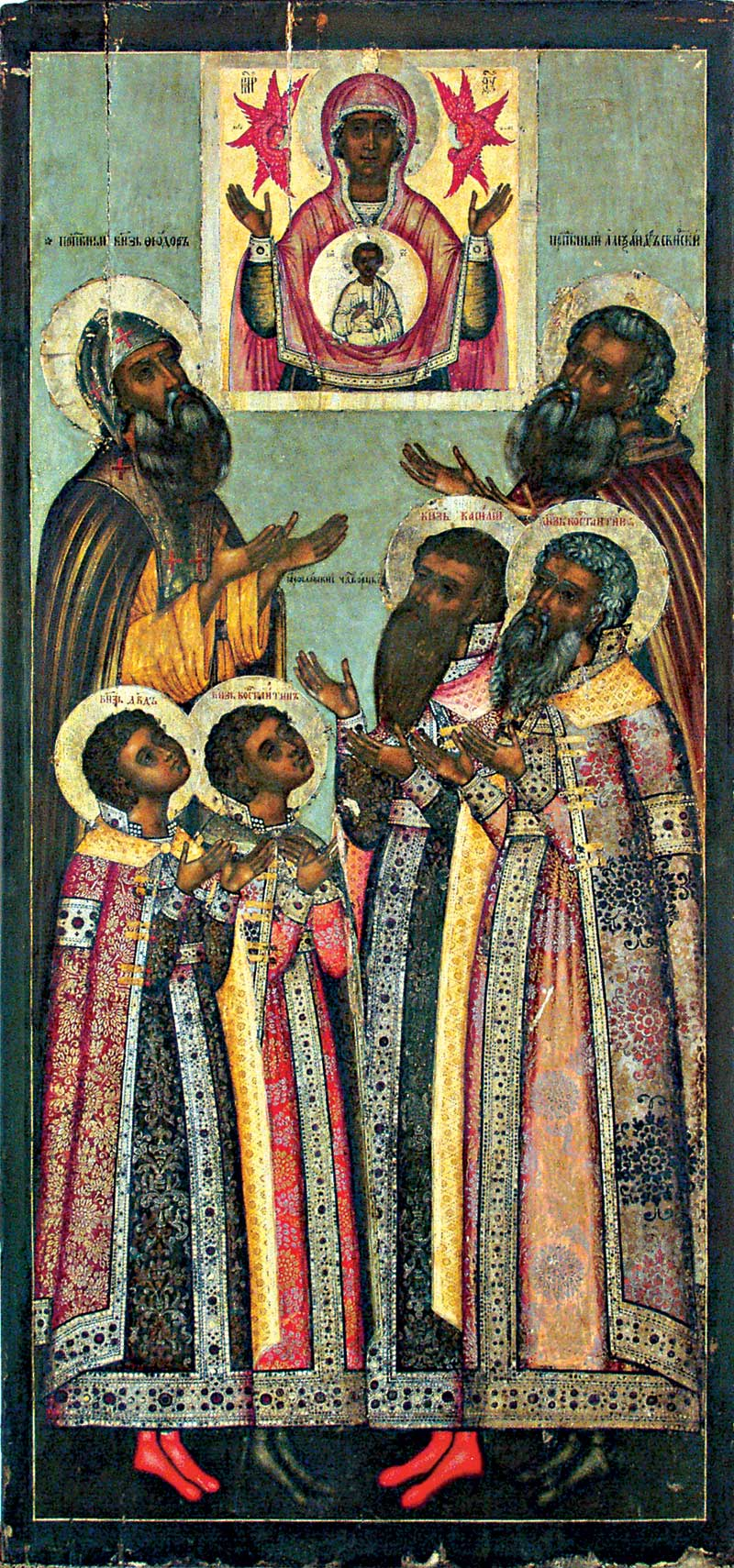
Икона «Избранные святые в молении перед иконой Богоматери Знамение (ярославские чудотворцы князья Феодор, Давид, Константин, Василий и Константин, и преподобный Александр Свирский)», конец XVII — начало XVIII века.

- Александр Ярославич Невский (в схиме Алексий)
- Андрей Переяславский (Смоленский)
- Андрей Васильевич Большой (Угличский)
- Анна Кашинская
- Борис и Глеб (Борис Владимирович и Глеб Владимирович)
- Василько Константинович (Василий Ростовский) — мученик
- Василий и Константин Всеволодовичи Ярославские
- Глеб Василькович (Ростовский, Белозерский)
- Дмитрий, царевич Московский, Угличский страстотерпец
- Димитрий Андреевич Угличский (Прилуцкий)
- Иван Андреевич Угличский (Игнатий Прилуцкий)
- Роман Владимирович Угличский
- Фёдор Ростиславич Чёрный и его сыновья Давид и Константин
- Фома Угличский
- Ярослав Владимирович Мудрый (в крещении Георгий)

## Блаженные,юродивыеичудотворцы
- Афанасий Ростовский (Стахий Ростовский)
- Василий Мангазейский
- Илия Даниловский (Илия Ярославский)
- Исидор Ростовский (Твердислов)
- Иоанн Милостивый (Власатый, Ростовский)
- Миша-Самуил Переславский
- Онуфрий Романовский (Онуфрий Ярославский)
- Сергий — переяславский схимонах
- Стефан Ростовский

## Святые и праведные отцы и матери Российские
- Иоанн-младенец (Иван Никифорович Чеполосов) — мученик Угличский
- Фёкла Переяславская
- Фёдор Фёдорович Ушаков (Феодор-воин)

## Исповедники
- Священноисповедник Агафангел (Преображенский) — митрополит Ярославский и Ростовский
- Священноисповедник Афанасий (Сахаров) — епископ Ковровский
- Священноисповедник Лука (Войно-Ясенецкий) — архиепископ Симферопольский и Крымский
- Священноисповедник Николай Андреевич Виноградов — пресвитер Михайловский
- Священноисповедник Михаил Петрович Розов — пресвитер Даниловский
- Исповедник Георгий Георгиевич Седов (Георгий Романово-Борисоглебский)
- Преподобноисповедница Мария Андреевна Корепова (Мария Сохотская)
- Исповедница Ираида Осиповна Тихова — мирянка с. Котово Угличского района